# Sabrina Gonzalez Pasterski
Sabrina Gonzalez Pasterski (* 3. června 1993) je americká fyzička zabývající se fyzikou částic. Svá vysokoškolská studia ukončila na Massachusettském technologickém institutu (MIT) a v současné době je postgraduální studentkou na Harvardově univerzitě.

## Mládí a vzdělání
Pasterski se narodila v Chicagu 3. června 1993 Marku Pasterski a Marii E Gonzalez. Její otec, advokát a elektroinženýr, ji podporoval v následování jejích snů. V roce 2008 začala studovat Edison Regional Gifted Center a v roce 2010 promovala na Illinois Mathematics and Science Academy.
Jejím velkým zájmem je letectví. V roce 2010 kopilotovala FAA1 na setkání EAA AirVenture Oshkosh a v roce 2006 začala budovat vlastní letadla. Její první samostatný let se uskutečnil v roce 2009 právě v jednom z takto vyrobených strojů.
Jako své vědecké vzory Pasterski jmenovala Leona Ledermana, Dudleyho Herschbacha a Freemana Dysona a uvedla, že zájem o fyziku u ní podnítil Jeff Bezos.

## Ocenění
| Rok  | Ocenění |
| ---- | --- |
| 2010 | Illinois Aviation Trades Association Industry Achievement Award                                                     |
| 2012 | Scientific American 30 under 30                                                                                     |
| 2012 | Lindau Nobel Laureate Meetings Young Researcher                                                                     |
| 2013 | MIT Physics Department Orloff Scholarship Award                                                                     |
| 2015 | Forbes 30 Under 30                                                                                                  |
| 2015 | Hertz Foundation Fellowship                                                                                         |
| 2017 | Forbes 30 under 30 All Star                                                                                         |
| 2017 | Marie Claire Young Women Honors Recipient: „The Genius“                                                             |
| 2017 | Silicon Valley Comic Con Headliner                                                                                  |
| 2017 | Google Trends #3 Trending Scientist for 2017                                                                        |
| 2017 | Forbes 30 under 30 Science Judge                                                                                    |
| 2017 | Albert Einstein Foundation Genius: 100. Jedna „ze 100 největších inovátorů, umělců, vědců a vizionářů dnešní doby…“ |